# Greatest Hits (álbum de Thalía)
Greatest Hits é uma compilação da cantora e atriz mexicana Thalía,  lançada em 10 de fevereiro de 2004, pela gravadora EMI Latin. A lista de faixas traz 14 singles de seus cinco álbuns de estúdio anteriores, lançados entre 1995 e 2003, além de duas canções inéditas: " Acción y Reacción" e "Cuando Tu Me Tocas". 
Todas as canções aparecem em espanhol, incluindo "I Want You" que obteve êxito nas tabelas musicais no idioma inglês. 
Como estratégia promocional, Thalía fez uma turnê nos Estados Unidos e México intitulada High Voltage Tour, em abril e maio de 2004.

## Antecedentes e produção
Greatest Hits é a primeira compilação de canções do catálogo da EMI de Thalía.
Anteriormente, em 1994, a cantora lançou sua primeira coletânea de sucessos intitulada Los Deseos De Thalia (Grandes Exitos) que incluía faixas de seus três primeiros álbuns: Thalía, Mundo de Cristal e Love. A coleção foi divulgada na TV através de comerciais e encerrou o contrato com a Fonovisa/Melody.
Desde Los Deseos de Thalía, várias outras coleções com canções dos três primeiros álbuns da cantora foram lançadas.
Greatest Hits inclui canções de En éxtasis, Amor a la Mexicana, Arrasando, Thalía (2002) e Thalía (2003). Também inclui o tema da novela María la del Barrio, na qual a cantora é protagonista, e mais duas canções inéditas: "Acción y Reacción" e "Cuando Tu Me Tocas". Todas as canções aparecem em espanhol, incluindo aquelas originalmente lançadas em inglês.
O lançamento ocorreu em três formatos: um CD + DVD exclusivo da loja Walmart, que inclui dez faixas cada, no DVD, além dos dez videoclipes, há também uma galeria multimídia; um CD com 16 faixas; e por fim, um DVD que apresenta um total de dezesseis vídeos, como: "Gracias a Dios", "Amor a la Mexicana", "Entre el Mar y una Estrella", "Tú y Yo" e "¿A Quién le Importa?".
O DVD não contém todos os vídeos de Thalía, deixando de fora: "Viaje Tiempo Atrás", "Mujer Latina (Versão Europeia)" e todos os seus vídeos dos três primeiros álbuns, lançados pela Fonovisa/Melody. Nos Estados Unidos, veio com 4 vídeos bônus.
A cantora destacou que entregar um álbum de grandes sucessos ao público é importante: "Para mim é muito importante dar isso ao público, porque os últimos dez ou quinze anos da minha história musical são uma história que ambos construímos, e eles me deram a oportunidade de ter um espaço e um lugar no mundo da música e do entretenimento".

## Single
"Acción y Reacción": a canção foi inédita, escrita por Estéfano e Julio Reyes e produzida por Estéfano. Esta faixa foi gravada durante as sessões do álbum Thalía, de 2002, mas não foi adicionada ao álbum.[carece de fontes?] Quando a demo inacabada vazou em maio de 2002, e teve boas reações dos fãs, Thalía decidiu que a faixa deveria ser regravada e retrabalhada.[carece de fontes?]
A versão masterizada foi incluída nem Greatest Hits. Esta música fala sobre a relação de Thalía e Tommy Mottola.[carece de fontes?] O videoclipe contém imagens da High Voltage Tour, que percorreu pelos Estados Unidos e no México, contém imagens de suas performances e de seus fãs enquanto esperavam nas filas do show. O vídeo foi divulgado oficialmente pela TV Magazine Primer Impacto.

## Recepção da crítica
| Críticas profissionais | Críticas profissionais |
| Avaliações da crítica  | Avaliações da crítica  |
| Fonte                  | Avaliação              |
| ---------------------- | ---------------------- |
| AllMusic               | 4.5 de 5 estrelas.     |
| AllMusic               | (DVD)                  |
| DVD Movie Guide        | Favorável              |

O álbum foi bem recebido pela crítica musical. 
Jason Birchmeier, do site AllMusic, escreveu que o álbum é "uma amostra bem equilibrada dos muitos sucessos da estrela pop latina de meados dos anos 90 ao início dos anos 2000" e é "uma ótima audição do início ao fim - novamente, um ininterrupto prazer enquanto o desfile alegre de sucessos toca em cascata ao longo do CD de mais de uma hora". Ele avaliou com quatro estrelas e meia de cinco, tanto o álbum quanto o DVD.
Sobre a seleção de vídeos do DVD, ele escreveu que "Dado seu grande orçamento, carisma incomparável, destreza de atuação e beleza deslumbrante, esses vídeos são muito atraentes por qualquer padrão" e que o consumidor deve preferir a versão em DVD ao invés do combo CD/DVD da Walmart.
Em sua análise para o DVD Movie Guide, Colin Jacobson escreveu que "apesar de algumas falhas, o Greatest Hits de Thalía oferece uma seleção muito boa" e que "o pacote ainda contém um monte de coisas consistentes, e a maioria dos vídeos são bons". Ele criticou a falta de extras e a ausência de "algum material pré-EMI" e concluiu que "porque não inclui material de toda a sua carreira, o Greatest Hits de Thalía não apresenta um pacote completamente satisfatório".

## Desempenho comercial
O álbum estreou em #2 na Billboard Top Latin Albums, em 28 de fevereiro de 2004. Nos Estados Unidos, o álbum vendeu 50.000 cópias após um mês de seu lançamento, de acordo com a Nielsen SoundScan. No México, o álbum foi certificado com ouro.
O DVD foi certificado com um disco de ouro no México e um de platina na Argentina.

## Lista das músicas
- Créditos adptados dos encartes de Greatest Hits, nas versões CD,[6] CD+DVD[5] e DVD.[7]

| N.º | Título                                           | Compositor(es)                                                | Duração |  |
| 1.  | "Piel Morena" (do En Éxtasis)                    | Kike Santander                                                | 4:42    |  |
| 2.  | "María la del Barrio" (do En Éxtasis)            | Viviana Pímstein, Paco Navarrete                              | 3:53    |  |
| 3.  | "Amor a la Mexicana" (do Amor a la Mexicana)     | Mario Pupparo                                                 | 4:26    |  |
| 4.  | "Mujer latina" (do Amor a la Mexicana)           | Santander                                                     | 3:38    |  |
| 5.  | "Rosalinda" (do Arrasando)                       | Santander                                                     | 3:52    |  |
| 6.  | "Arrasando" (do Arrasando)                       | Thalía Sodi, Emilio Estefan, Lawrence P. Dermer, Robin Dermer | 3:59    |  |
| 7.  | "Regresa a mí" (do Arrasando)                    | Sodi, Estefan, L. Dermer, R. Dermer, Angie Chirino            | 4:28    |  |
| 8.  | "Entre El Mar Y Una Estrella" (do Arrasando)     | Marco Flores                                                  | 3:44    |  |
| 9.  | "Tú y yo" (do Thalía)                            | Estefano, Julio C. Reyes                                      | 3:43    |  |
| 10. | "No me enseñaste"" (do Thalía)                   | Estefan, Reyes                                                | 4:29    |  |
| 11. | "¿A quién le importa?" (do Thalía)               | G. Berlanga, I. Canut                                         | 3:45    |  |
| 12. | "Me Pones Sexy" (do Thalía)                      | Sodi, B. Russell, Rooney, Deluge, Bruno, Cartagena            | 3:46    |  |
| 13. | "Closer to You/Cerca de Tí" (do Thalía (Inglês)) | Sodi, Siegel, Di Marco, Gerina, Morales                       | 3:57    |  |
| 14. | "Toda la Felicidad" (do 'Thalía (Inglês))        | Howes, Harrington, Davies                                     | 3:17    |  |
| 15. | "Cuando Tu Me Tocas" (anteriormente inédito)     | Ricardo Gaitán, Alberto Gaitán, Maggie Porcell                | 3:51    |  |
| 16. | "Acción y Reacción" (anteriormente inédito)      | Estefano, Reyes                                               | 3:56    |  |

| CD Greatest Hits (edição limitada de CD + DVD) |                               |                                                                             |         |  |
| N.º                                            | Título                        | Compositor(es)                                                              | Duração |  |
| 1.                                             | "Piel Morena"                 | Kike Santander                                                              | 4:42    |  |
| 2.                                             | "María la del Barrio"         | Viviana Pímstein, Paco Navarrete                                            | 3:53    |  |
| 3.                                             | "Amor a la Mexicana"          | Mario Pupparo                                                               | 4:26    |  |
| 4.                                             | "Rosalinda"                   | Kike Santander                                                              | 3:52    |  |
| 5.                                             | "Arrasando"                   | Thalía, Emilio Estefan Jr., Lawrence P. Dermer, Robin Dermer                | 3:59    |  |
| 6.                                             | "Regresa a mí"                | Thalía, Emilio Estefan Jr., Lawrence P. Dermer, Robin Dermer, Angie Chirino | 4:28    |  |
| 7.                                             | "Entre El Mar Y Una Estrella" | Marco Flores                                                                | 3:44    |  |
| 8.                                             | "¿A Quién Le Importa?"        | G. Berlanga, I. Canut                                                       | 3:45    |  |
| 9.                                             | "Cerca de Ti"                 | Thalía/D. Siegel/Di Marco/Gerina/S. Morales                                 | 3:57    |  |
| 10.                                            | "Acción y Reacción"           | Estefano/ Julio Reyes                                                       | 3:56    |  |

| DVD Greatest Hits (edição limitada de CD+DVD) |                                            |                |         |  |
| N.º                                           | Título                                     | Compositor(es) | Duração |  |
| 1.                                            | "Piel Morena" (videoclipe)                 |                |         |  |
| 2.                                            | "Gracias a Dios" (videoclipe)              |                |         |  |
| 3.                                            | "Amor a la Mexicana" (videoclipe)          |                |         |  |
| 4.                                            | "Mujer latina" (videoclipe)                |                |         |  |
| 5.                                            | "Arrasando" (videoclipe)                   |                |         |  |
| 6.                                            | "Entre El Mar Y Una Estrella" (videoclipe) |                |         |  |
| 7.                                            | "Tú y Yo" (videoclipe)                     |                |         |  |
| 8.                                            | "No me enseñaste" (videoclipe)             |                |         |  |
| 9.                                            | "¿A quién le importa?" (videoclipe)        |                |         |  |
| 10.                                           | "I Want You" (videoclipe)                  |                |         |  |

## Desempenho nas tabelas musicais
| Chart (2005)               | Posição |
| -------------------------- | ------- |
| Billboard 200              | 128     |
| Billboard Latin Pop Albums | 1       |
| Billboard Top Latin Albums | 2       |
| Espanha (Promusicae)       | 37      |
| Grécia (IFPI Grécia)       | 8       |

## Vendas e certificações
| Região                                         | Certificação | Vendas/distribuição |
| Album                                          | Album        | Album               |
| ---------------------------------------------- | ------------ | ------------------- |
| México (AMPROFON)                              | Ouro         | 50,000^             |
| Estados Unidos                                 | —            | 50,000              |
| Video                                          |              |                     |
| Argentina (CAPIF)                              | Ouro         | 4,000^              |
| México (AMPROFON)                              | Ouro         | 10,000^             |
| ^distribuições baseadas apenas na certificação |              |                     |

## Turnê
A High Voltage Tour (espanhol: Alto Voltaje Tour) foi a quarta turnê da cantora e atriz mexicana Thalía, para promover seu álbum Greatest Hits. Realizada em 2004, esta turnê marcou a estreia da cantora latina nos palcos dos Estados Unidos, sendo a primeira vez que ela se apresentou em concerto naquele país. 
A turnê também percorreu algumas cidades do México. Nos shows, Thalía também interpretou canções de suas primeiras gravações como artista solo, bem como canções de sua época com o grupo juvenil Timbiriche. 
Começou em 27 de abril de 2004, em Guadalajara, México e terminou em 16 de maio do mesmo ano em San Jose, Estados Unidos. A famosa fabricante de chocolates Hershey's foi a patrocinadora dos concertos pelos Estados Unidos. A produção dos mesmos estavam a cargo da Televisa Music Promotion e Clear Channel Entertainment.

1. "Love" (Intro)
2. "Reencarnación"
3. "Regresa a Mí"
4. "I Want You"
5. "Un Pacto Entre los Dos"
6. "Amarillo Azul"
7. "En la Intimidad"
8. "Gracias a Dios"
9. "Quinceañera"
10. "Pienso en Ti"
11. "Fuego Cruzado"
12. "Sangre"
13. "Si No Es Ahora"
14. "No Sé Si Es Amor"
15. "Don't Look Back"
16. "Entre el Mar y una Estrella"
17. "No me enseñaste"
18. "Acción Y Reacción"
19. "Tú y Yo"
20. "Cerca de Ti"
21. "Mujer Latina" (interlude)
22. "Marimar"
23. "Rosalinda"
24. "María la del Barrio"
25. "Amor a la mexicana"
26. "Piel Morena"
27. "Arrasando"
28. "¿A Quién Le Importa?"

Datas
| América do Norte    |                  |                |                                     |
| 27 de abril de 2004 | Guadalajara      | México         | Plaza de Toros                      |
| 29 de abril de 2004 | Cidade do México | México         | Auditório Nacional                  |
| 30 de abril de 2004 | Toluca           | México         | Explanada del PRI                   |
| 1° de maio de 2004  | Monterrey        | México         | Arena Monterrey                     |
| 4 de maio de 2004   | Nova Iorque      | Estados Unidos | Beacon Theatre                      |
| 5 de maio de 2004   | Miami            | Estados Unidos | James L. Knight                     |
| 7 de maio de 2004   | Chicago          | Estados Unidos | Rosemont Theatre                    |
| 9 de maio de 2004   | San Antonio      | Estados Unidos | Auditório Municipal                 |
| 10 de maio de 2004  | McAllen          | Estados Unidos | Dodge Arena                         |
| 12 de maio de 2004  | El Paso          | Estados Unidos | El Paso County Coliseum             |
| 14 de maio de 2004  | Los Angeles      | Estados Unidos | Universal Amphitheatre              |
| 15 de maio de 2004  | San Diego        | Estados Unidos | Sports Arena                        |
| 16 de maio de 2004  | San José         | Estados Unidos | San Jose Center For Performing Arts |